# (5939) Toshimayeda
(5939) Toshimayeda est un astéroïde de la ceinture principale.

## Description
(5939) Toshimayeda est un astéroïde de la ceinture principale. Il fut découvert le 1er mars 1981 à Siding Spring par Schelte J. Bus. Il présente une orbite caractérisée par un demi-grand axe de 2,74 UA, une excentricité de 0,14 et une inclinaison de 9,4° par rapport à l'écliptique.

## Compléments